# Lepetitjournal.com
Lepetitjournal.com ist ein französischsprachiges Onlinemagazin, das 2001 vom Journalisten Hervé Heyraud gegründet wurde. Lepetitjournal erscheint ausschließlich im Internet und nur in französischer Sprache. Das Magazin unterhält eine Zentralredaktion in Lyon sowie Lokalredaktionen in Bangkok, Barcelona, Bukarest, Budapest, Buenos Aires, Casablanca, Madrid, Mexiko-Stadt, Monterrey, Mailand, Belgrad, Monaco und Phnom Penh.